# Sjökex
Sjökex (Ceramaster granularis) är en sjöstjärneart som även förekommer vid Sveriges kuster. Den är upptagen på röda listan i kategori VU (sårbar).